# یوبه‌شی
یوبه‌شی (ژاپنی: ゆべし) یکی از انواع واگاشی (شیرینی ژاپنی) است.